# Khubuixkia
Khubuixkia (o Ḫubuškia, Khubushkia) fou un regne vassall d'Urartu al curs superior del Gran Zab, a la zona que els armenis anomenaran després Petit Albag i és la moderna Çölemerik (Julamerk o Hakkari). El nom derivava de la seva ciutat central on residia el rei.
Segons les inscripcions del monòlit de Kurkh, Salmanassar III (859-824 aC), rei d'Assíria, va combatre els districtes fronterers amb Urartu i el 859 aC va fer un atac a Khubuixkia, va derrotar el rei Arame d'Urartu i va assetjar Sugunia, ciutat reial d'aquest rei, la va ocupar i va devastar diverses ciutats, arriban fins a la "mar de Nairi" (el llac Van). Al seu retorn va rebre tribut de Gozan (Golzan) o Gilzan. El 856 el rei assiri va retornar; va sortir de Kar Salmanasar (a l'Eufrates a Til Barsip), va passar per Bit Zamani, cap al Tigris, arribant fins a la terra d'Enzite (Anzitene) al gran país d'Ishuwa. Va seguir pel riu Arsànies cap a Sukhme o Sukhi probablement la regió de Palu (on va conquerir la capital Uashtal) i Deiaena, a l'est de l'anterior; aquí va girar al sud cap al llac Van i va assetjar i conquerir Arzashku, ciutat reial d'Arame (de situació incerta cap al nord del llac Van), i altres poblacions; una estela es va erigir al mont Eritia (no identificat) seguint llavors fins a la costa del llac a la regió d'Aramale (Armarili). Gilzan (que devia estar a l'est del llac Van) va oferir tribut voluntàriament però Khubuixkia, cap al sud, va presentar resistència i fou un altre cop assolada; pel pas de Kirruri (Babite) es va dirigir cap a Arba'il (Arbela).
El 830 aC les inscripcions de Salmanassar III esmenten una expedició a Khabkhu. El 829 i 828 aC va atacar un altre cop els districtes fronterers pujant des del Gran Zab i el príncep de Khubuixkia, anomenat Datana, va pagar tribut; en les mateixes expedicions de 829 i 829 foren saquejades Manna i Parsua. Adadnirari III (811-783 aC) feu expedicions contra Khubuixkia el 801, 791, 785 i 784 aC (almenys algunes atribuïdes a la regent Sammuramat).
Cap al 736 aC i el 735 aC el rei assiri Teglatfalassar III va fer intents de controlar els regnes de Khubuixkia, Mutsatsir i Manna. No hi va reeixir i van restar lleials a Urartu, però sota Sargon II el país era tributari i ho va restar fins al final de l'imperi.